# Triodontoderes anulap
Genre
Espèce
Triodontoderes anulap est  une espèce de Kinorhynches de la famille des Zelinkaderidae, la seule du genre  Triodontoderes.

## Distribution
Elle a été découverte dans du sable des îles Truk aux États fédérés de Micronésie.

## Description
Son introverta n'a que cinq rangées de scalides.

## Publication originale
- Sørensen & Rho, 2009 : Triodontoderes anulap gen. et sp. nov.—a new cyclorhagid kinorhynch genus and species from Micronesia. Journal of the Marine Biological Association of the United Kingdom, vol. 89, n. 6, p. 1269-1279.